# سرهی زادوروژنی
سرهی زادوروژنی (اوکراینی: Сергій Михайлович Задорожний؛ زادهٔ ۲۰ فوریهٔ ۱۹۷۶) بازیکن فوتبال اهل اوکراین است.
از باشگاه‌هایی که در آن بازی کرده‌است می‌توان به باشگاه فوتبال اوورلا اوژهورود و باشگاه فوتبال دنیپرو اشاره کرد.
وی همچنین در تیم ملی فوتبال اوکراین بازی کرده‌است.